# Wilhelm Bogusławski
Wilhelm Bogusławski (ur. 1825 w Lachowcach na Wołyniu, zm. 13 grudnia 1901 w Żytomierzu) – polski prawnik, historyk, przyjaciel narodu łużyckiego.

## Życiorys
Po ukończeniu gimnazjum w Żytomierzu studiował prawo w Petersburgu. Potem przez rok studiował prawo międzynarodowe w Kazaniu. W 1854 roku brał udział w wyprawie wojennej nad Dunaj.  Napisał pierwszą książkę o historii Łużyc – „Rys dziejów serbołużyckich” (Piotrogród 1861), która została rozszerzona i wydana w Budziszynie w 1884 „Historia Serbskiego Narodu” (Historije serbskeho naroda). Współautorem tej publikacji był serbołużycki duchowny katolicki Michał Hórnik. Wilhelm Bogusławski jest autorem czterotomowej pracy „Dzieje Słowiańszczyzny północno-zachodniej do połowy XIII w.”
Wilhelm Bogusławski jest także autorem życiorysu Jana Arnošt Smolera dla „Biblioteki Warszawskiej” (1885).